# Heinkel P.1077

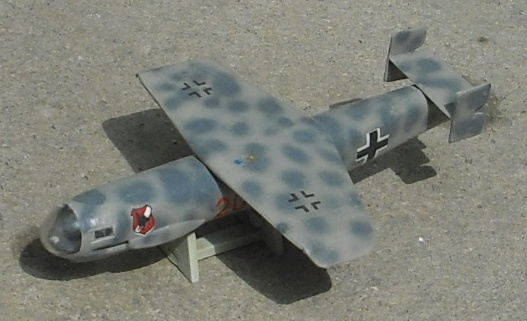
Heinkel P.1077. «Julia»

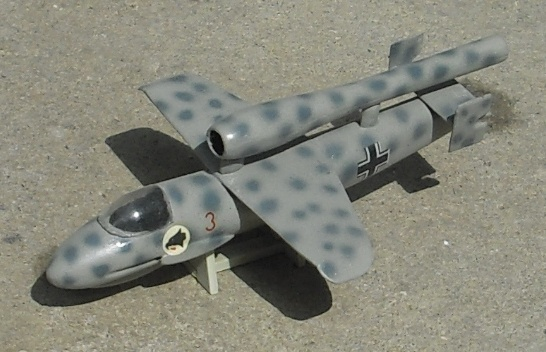
Heinkel P.1077. «Romeo»

Heinkel P.1077 — проєкт німецького ракетного винищувача завершального етапу Другої світової війни.

## Історія
У ході виконання програми проєктування винищувачів на підприємстві Heinkel у Відні влітку 1944 почали розробляти винищувач по локальному захисту з ракетними двигунами — P.1077. Старт відбувався з спеціальної рампи майже вертикально за допомогою ракетних прискорювачів для швидкого досягнення операційної висоти бомбардувальників і розміщеного у хвості фюзеляжу ракетного двигуна Walter HWK 109-509. Для бою пілоту залишалось близько 5 хвилин польоту. Посадка здійснювалась у режимі планерування на лижу. У He P.1077 «Julia» пілот лежав долілиць у кабіні.
Пілот сидів у варіанті He P.1077 «Julia ІІ», He P.1077 «Romeo», у якому над фюзеляжем мали б встановлювати пульсуючий повітряно-реактивний двигун Argus As 014 з Фау-1.
У грудні 1944 повний макет, документація згоріли у Відні під час бомбардування. Будівництво двох нових безмоторних фюзеляжів на кінець війни склало 90 %.

### Технічні дані Heinkel P.1077
|                         |                                       |
| Параметри               | Розміри                               |
| Довжина                 | 6,47 м                                |
| Розмах крил             | 4,60 м                                |
| Висота                  | 1 м                                   |
| Площа крил              | 7,30 м²                               |
| Двигун                  | 1 × Walter HWK 109—509                |
| Потужність              | 17 кН                                 |
| Екіпаж                  | 1                                     |
| Маса стартова           | 1800 кг                               |
| Дальність               | 10 000 м за 52 сек.                   |
| Максимальна швидкість   | 1000 км/год.                          |
| Озброєння               | 2×30-мм швидкострільна гармата MK 108 |
|                         |                                       |
| Виготовлено екземплярів | -                                     |